# 福澤一太郎

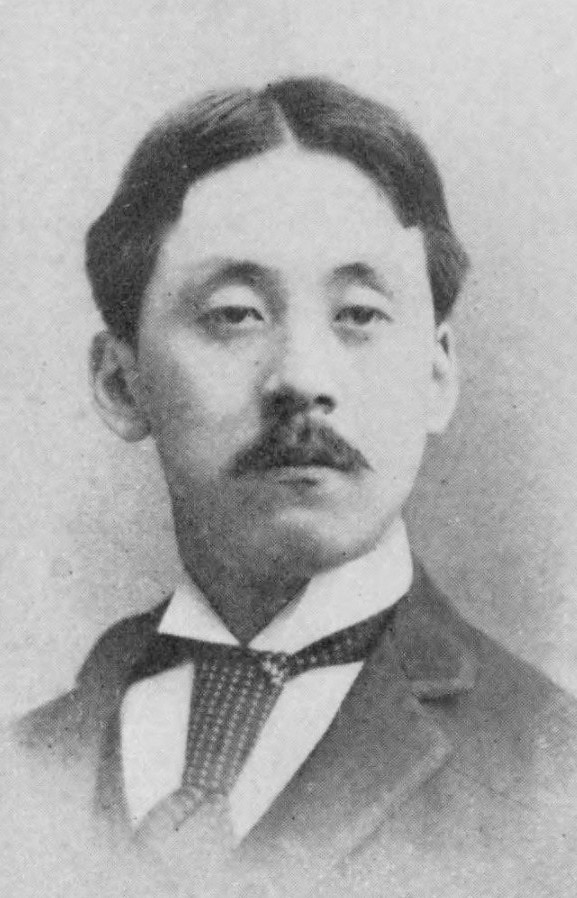
福澤一太郎

福澤 一太郎（ふくざわ いちたろう、文久3年10月12日（1863年11月22日） - 昭和13年（1938年）6月4日）は、日本の教育家。慶應義塾創始者福澤諭吉と錦夫妻の長男。

## 生涯
江戸築地鉄砲洲（現東京都中央区明石町）にあった豊前中津藩中屋敷内で生まれ、両親の教育を経て明治5年（1872年）に弟の捨次郎と共に英語を習い始めた。父から愛情を受けて育ち、明治3年（1870年）に母の安産祈願のため弟と一緒に父に三田の水天宮へ連れられ、明治4年（1871年）には教訓集『ひゞのをしへ』を書き与えられ、明治7年（1874年）からは父が住み込みの家庭教師にした宣教師アレクサンダー・クロフト・ショーから英語を学んだ。一方で人と交わることが苦手で、父から繊細な性格を心配され明治13年（1880年）に心得書を書き与えられている。
捨次郎と共に東京大学予備門へ入学したが学風が合わず、体調を崩したこともあり明治15年（1882年）に退学して慶應義塾へ移り、明治16年（1883年）6月にアメリカへ留学した。しかしオハイオ州オーバリン、ニューヨーク州ポキプシー、同州コーネル大学で農学を学んだが、自身の希望と合わず明治19年（1886年）に退学、捨次郎とヨーロッパへ旅行した末の明治21年（1888年）11月4日に帰国した。
以後は慶應義塾で活動、大学部設立後は文学科で英文学・歴史を講じて教鞭をとったが、やがて教壇に立たなくなり、明治40年（1907年）12月に慶應義塾社頭に就任、亡くなるまで30年余り在任した（大正11年（1922年）12月から翌大正12年（1923年）11月まで慶應義塾長も兼任）。また一時時事新報に勤めたこともあり、明治32年（1899年）には父の教え子小幡篤次郎・石河幹明・鎌田栄吉・門野幾之進・土屋元作や捨次郎と共に『修身要領』編纂に当たった。昭和13年（1938年）6月4日に死去、享年74。

## 家族
2度結婚したが、明治22年（1889年）4月に結婚した最初の妻かつは1年ほどで離婚した。この時期、妹の里が腸チフスにかかり重病で、父が必死に看病していた最中の明治22年11月に離婚のため実家へ戻ったことがきっかけになっていた。
明治23年（1890年）4月に宇都宮三郎の義妹に当たる糸（大澤昌督の娘・大澤三之助の妹・1871年生）と再婚、1男2女を儲けた。
- 長女：ゆき（1891年生） - 小山完吾の妻
- 長男：八十吉（1893年生）
- 次女：八重（1896年生） - 福澤駒吉の妻、香蘭女学校卒[11]。

## 登場作品
- 春の波涛（1985年（昭和60年）、NHK大河ドラマ） 演：岡本富士太